# Cepstrum
Cepstrum /ˈkɛpstrəm/ je výsledek inverzní Fourierovy transformace logaritmu spektra signálu.
Existuje:
- komplexní cepstrum,
- reálné cepstrum,
- mocninné cepstrum (power cepstrum), a
- fázové cepstrum.

Mocninné cepstrum nachází aplikace v analýze lidské řeči.
Název cepstrum byl odvozen obrácením pořadí prvních čtyřech písmen u slova spektrum. Operace na cepstry se nazývají kvefrenční (sic!) analýza, liftering nebo cepststrální analýza.